# イザベラ・バード

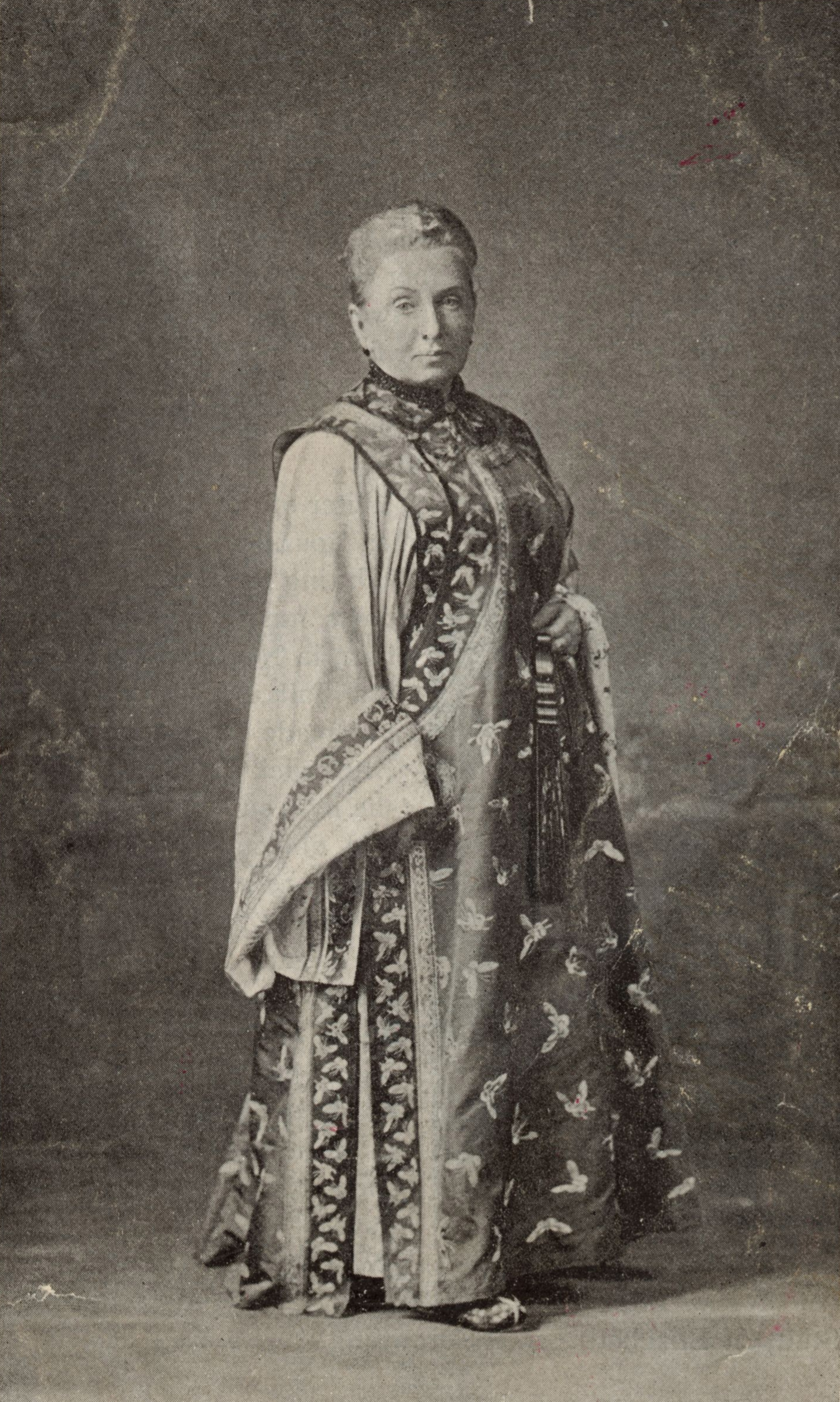
満州民族の衣装を着たバード

イザベラ・ルーシー・バード（Isabella Lucy Bird, 1831年10月15日 - 1904年10月7日）は、19世紀の大英帝国の旅行家、探検家、紀行作家、写真家、ナチュラリスト。
ファニー・ジェーン・バトラーと共同で、インドのジャンムー・カシミール州シュリーナガルにジョン・ビショップ記念病院を設立した。バードは女性として最初に英国地理学会特別会員に選出された。
1881年（明治14年）に妹の侍医であったジョン・ビショップと結婚し、イザベラ・バード・ビショップ（Isabella Bird Bishop）、ビショップ夫人とも称された。

## 略歴

### 生い立ち
1831年10月15日、イギリス・ヨークシャーで牧師の二人姉妹の長女として生まれる。妹の名はヘンリエッタ（ヘニー）。宗教色の強い中流家庭で育った。
幼少時に病弱で、時には北米まで転地療養したことがきっかけとなり、長じて旅に憧れるようになる。アメリカやカナダを旅し、1856年、"The Englishwoman in America"を書いた。

### 女性旅行家として活躍
1857年に父親を亡くし、母親と妹とともにエジンバラに転居。その後、ヴィクトリアン・レディ・トラヴェラー（当時としては珍しい女性旅行家）として、世界中を旅した。『サンドイッチ諸島での六ヶ月』『ロッキー山脈におけるある婦人の生活』を著す。
英国王璽尚書次官を勤めるジョン・フランシス・キャンベル (John Francis Campbell) の『私の周遊記 (My Circular Notes) , 1876)』を読んで、バードも世界旅行を思い立った。キャンベルが日本で世話になった明治政府御雇外国人のコリン・アレクサンダー・マクヴェイン  (Colin Alexander McVean)  夫妻が帰国し、1876年から1878年までにエジンバラで生活していたことから、バードは頻繁にマクヴェイン夫妻を訪れ日本の情報を集めた。
キャンベルは女性の一人旅に否定的であったが、マクヴェインは日本の知人･友人を紹介するなど旅行の助言や便宜を提供した。バードはキャンベルの旅行とは全く同じ西回り経路で、4月9日に日本に向かった。

### 日本横断旅行
1878年（明治11年）6月から9月にかけて、通訳兼従者として雇った伊藤鶴吉を供とし、東京を起点に日光から新潟県へ抜け、日本海側から北海道に至る北日本を旅した。多くの行程は伊藤と2人での旅だったが、所々で現地ガイドなどを伴うこともあった。また10月から神戸、京都、伊勢、大阪を訪ねている。
これらの体験を、1880年（明治13年）、"Unbeaten Tracks in Japan" 2巻にまとめた。第1巻は北日本旅行記、第2巻は関西方面の記録である。この中で、英国公使ハリー・パークス、後に明治学院を設立するヘボン博士（ジェームス・カーティス・ヘボン）、同志社のJ.D.デイヴィスと新島夫妻（新島襄・新島八重）らを訪問、面会した記述も含まれている。
1881年にビショップ博士と結婚。その後、1885年（明治18年）に関西旅行の記述、その他を省略した普及版が出版される。本書は明治期の外来人の視点を通して日本を知る貴重な文献である。特に、アイヌの生活ぶりや風俗については、まだアイヌ文化の研究が本格化する前の明治時代初期の状況を詳らかに紹介したほぼ唯一の文献である。

### その後
1886年に夫が死去。医療伝道を目的に1889年よりインドからペルシャ、チベットへ旅する。
1893年、世界各地の辺地旅行記の出版などの功績が認められてヴィクトリア女王に謁見。英国地理学会特別会員となる。1894年、カナダ経由で清国、日本、朝鮮を旅し、1897年までに、4度にわたり末期の李氏朝鮮を訪れ、1898年に旅行記"Korea and Her Neighbours"（『朝鮮紀行』）を、翌1899年に『中国奥地紀行』を出版した。

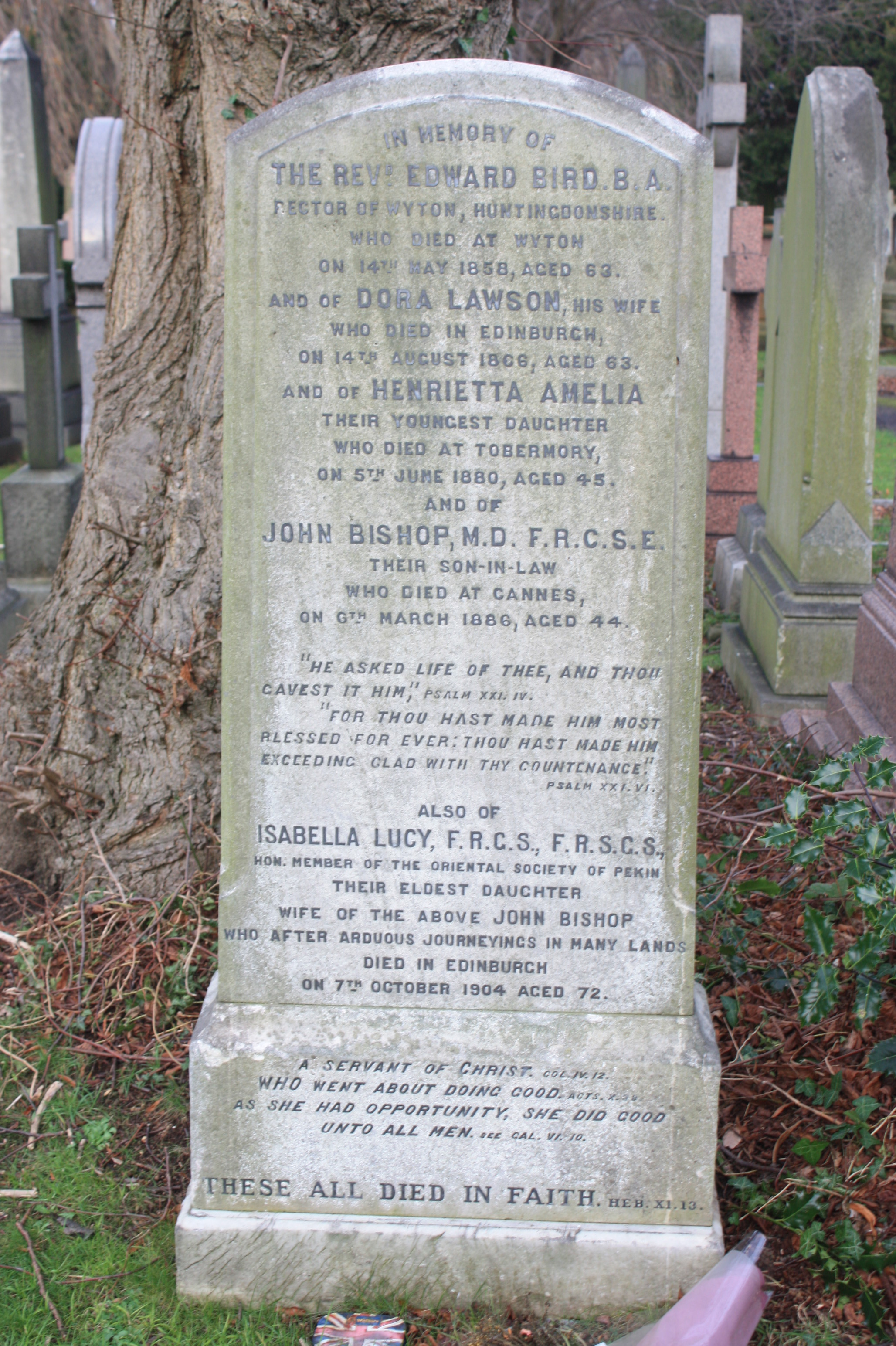
ディーン墓地のイザベラ・バードの墓碑

1901年には半年間モロッコを旅し、中国への再度の旅行を計画していたが、1904年に73歳の誕生日を前にしてエディンバラで死去した。同地のディーン墓地に埋葬されている。

## 家族
- 父・エドワード・バード（1792-1857） - バード家はいとこ結婚が多い一族で、イザベラの祖父ロバートと祖母ルーシィもいとこ同士[11]。エドワードはその三男でウォリックシャーバートン村出身[11]。モードリン・カレッジ (ケンブリッジ大学)卒業後、植民地インドでの出世を目指してロンドンで法律を学び、リンカーン法曹院に属した。1825年にカルカッタの最高裁の弁護士となったが、妻と子を病で亡くし、1829年に帰国。病弱のため聖職者に職を替え、副牧師として赴任したヨークシャーで1830年に再婚[8][11]。牧師としてチェシャーのタッテンホールで8年、1842年にバーミンガムのセントトーマス教会で6年務め、ハンチンドンシャーのワイトン教会に移り、1857年に64歳で病没[8]。いとこにイングランド国教会司祭でカンタベリー大主教のジョン・バード・サムナー、先祖(ロバートの母方祖父)に1724年のロンドン市長Sir George Mertinsがいる。
- 母・ドーラ・ローソン - ヨークシャー、ボロブリッジ村の名家ローソン家の七人兄弟の次女[8]。一族には牧師や宣教師も多く、少女時代のイザベラの教育はほとんど母親が担っていた[8]。
- 妹・ヘンリエッタ

## 『日本奥地紀行』
1878年（明治11年）6月から9月にかけ『日本奥地紀行』は執筆され、1880年（明治13年）に "Unbeaten Tracks in Japan"（直訳すると「日本における人跡未踏の道」）として刊行された。冒頭の「はしがき」では「（私の）全行程を踏破したヨーロッパ人はこれまでに一人もいなかった」と記し、また「西洋人のよく出かけるところは、日光を例外として詳しくは述べなかった」と記し、この紀行が既存の日本旅行記とは性格を異にすることを明言している。
栃木県壬生町から鹿沼市の日光杉並木に至る例幣使街道では、よく手入れされた大麻畑や街道沿いの景色に日本の美しさを実感したと書いている。また、日光で滞在した金谷邸（カナヤ・カッテージ・イン）にはその内外に日本の牧歌的生活があると絶賛し、ここに丸々2週間滞在して日光東照宮をはじめ、日光の景勝地を家主金谷善一郎および通訳の伊藤とともに探訪する。
日光滞在10日目には奥日光を訪れるが、梅雨時の豊かな水と日光に育まれた植生、コケ、シダ、木々の深緑と鮮やかに咲く花々が中禅寺湖、男体山、華厳滝、竜頭滝、戦場ヶ原、湯滝、湯元湖を彩る様を闊達に描写し、絶賛している。街道の終点である湯元温泉にも大変な関心を示し、湯治場を訪れている湯治客の様子を詳らかに記している。またその宿屋（やしま屋）の大変清潔である様を、埃まみれの人間ではなく妖精が似合う宿であると形容し、1泊したうえで金谷邸への帰途に就く。
6月26日からは、下野街道・山王峠を越えて、会津地方に入って南会津町川島に宿泊、その後も下野街道を北上して大内宿に宿泊する。ここから市川峠(市野峠)を北上、高田宿を越えて坂下宿に泊まるが、持病が悪化したせいか詳細は書かれていない。坂下宿からは西進して束松峠をこえ、野沢宿を通り車峠に2泊して新潟に向かっている。
山形県置賜地方を「エデンの園」とし、その風景を「東洋のアルカディア」と評した。

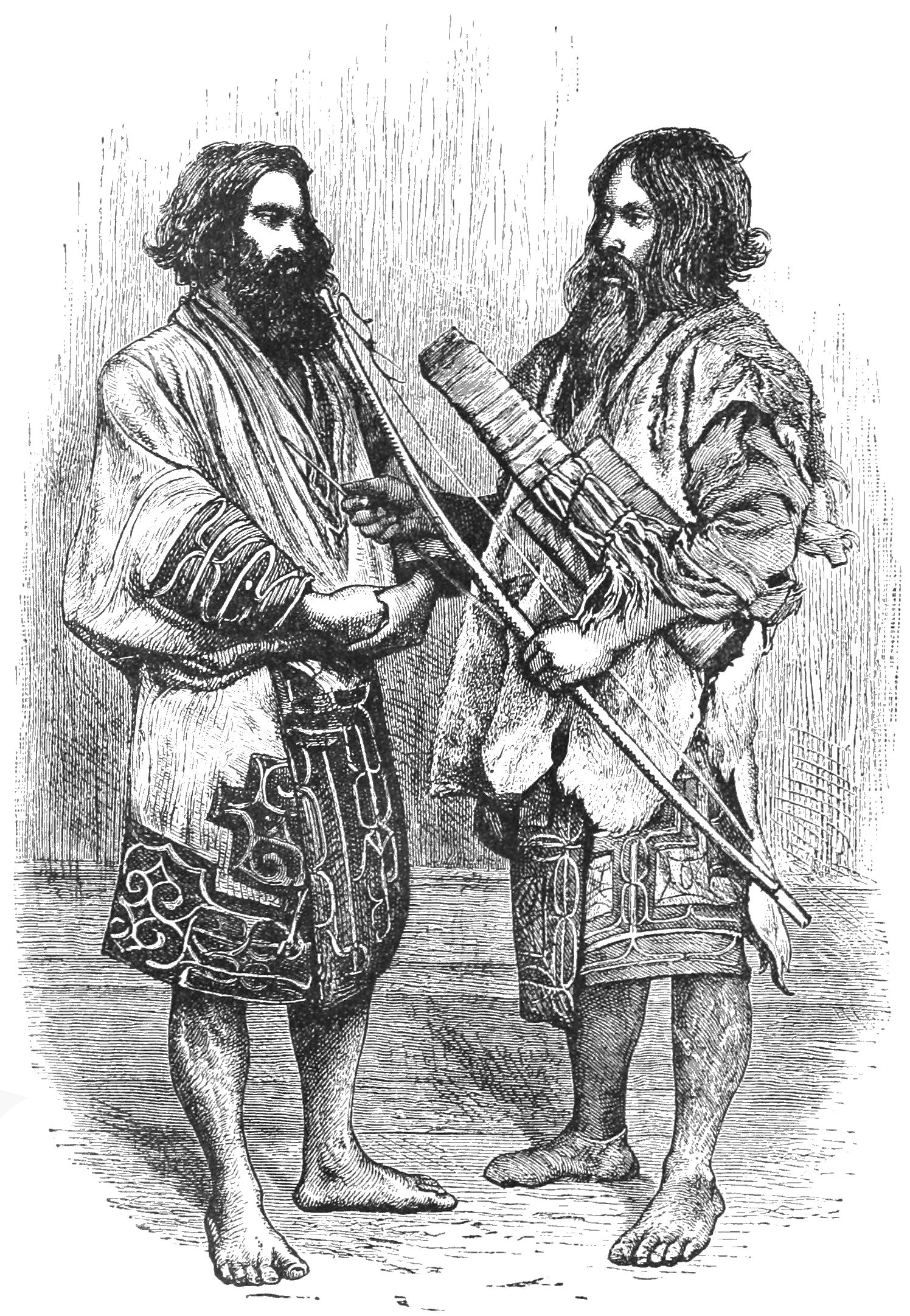
1889年刊行の別の本で描かれたアイヌ民族の男性。

『日本奥地紀行』では当時の日本をこう書いている。
他には新潟を「美しい繁華な町」としつつも、県庁、裁判所、学校、銀行などが「大胆でよく目立つ味気ない」としたり、湯沢を「特にいやな感じのする町である」と記したり、また黒石の上中野を美しいと絶賛したりしている。
他方、「日本人は、西洋の服装をすると、とても小さく見える。どの服も合わない。日本人のみじめな体格、凹んだ胸部、がにまた足という国民的欠陥をいっそうひどくさせるだけである」、また「日本人の黄色い皮膚、馬のような固い髪、弱弱しい瞼、細長い眼、尻下がりの眉毛、平べったい鼻、凹んだ胸、蒙古系の頬が出た顔形、ちっぽけな体格、男たちのよろよろした歩きつき、女たちのよちよちした歩きぶりなど、一般に日本人の姿を見て感じるのは退化しているという印象である。」と日本人の人種的外観について記している。なおアイヌ人については「未開人のなかで最も獰猛」そうであるが、話すと明るい微笑にあふれると書いている。ほかにもホザワ（宝坂？）と栄山の集落について「不潔さの極み」と表し、「彼らは礼儀正しく、やさしくて勤勉で、ひどい罪悪を犯すようなことは全くない。しかし、私が日本人と話をかわしたり、いろいろ多くのものを見た結果として、彼らの基本道徳の水準は非常に低いものであり、生活は誠実でもなければ清純でもない、と判断せざるをえない」と阿賀野川の津川で書くなど、当時の日本の寒村における貧民の生活について、肯定的な側面と否定的な側面双方を多面的に記述している。
なお、現代の阿賀野川では「イザベラ・バード号」と命名された観光船が運航されている。

## 『朝鮮紀行』
最初の朝鮮訪問は1894年。以降3年のうちに、バードは4度にわたり朝鮮各地を旅し、『朝鮮紀行』を記した。『朝鮮紀行』は、国際情勢に翻弄される李氏朝鮮の不穏な政情、伝統的封建的伝統、文化など、バードが直に見聞きした朝鮮の情勢を伝える。

筆者の犀利な観察眼と朝鮮の資料としての評価により、1925年（大正14年）に日本国内でも抄訳され、『三十年前の朝鮮』の書名で出版された。

## 著作
- The Englishwoman in America, (1856)
  - 『イザベラ・バード　カナダ・アメリカ紀行』高畑美代子・長尾史郎 訳、中央公論事業出版、2014年4月。ISBN 978-4-89514-408-7。
- The aspects of religion in the United States of America, (1859)
  - 『アメリカ合衆国における宗教の諸相』高畑美代子・長尾史郎 訳、中央公論事業出版、2013年10月。ISBN 978-4-89514-406-3。
- “Pen and Pencil Sketches Among The Outer Hebrides”, レジャー・アワー（英語版）, (1866)
- Notes on Old Edinburgh, (1869)
- The Hawaiian Archipelago: Six Months among the Palm Groves, coral Reefs and Volcanoes of the Sandwich Islands, (1875)
  - 『イザベラ・バードのハワイ紀行』近藤純夫訳、平凡社、2005年7月。ISBN 4-582-83249-0。
  - 『イザベラ・バードのハワイ紀行』近藤純夫訳、平凡社ライブラリー、2018年6月。ISBN 4-582-76868-7
- “The Two Atlantics”, The Leisure Hour, (1876)
- “Australia Felix: Impressions of Victoria and Melbourne”, The Leisure Hour, (1877)
- A Lady's Life in the Rocky Mountains, (1879)[27]
  - 『ロッキー山脈踏破行』小野崎晶裕訳、平凡社ライブラリー、1997年6月。ISBN 4-582-83249-0。
- Unbeaten Tracks in Japan. An Account of Travels in the Interior, Including Visits to the Aborigines of Yezo, and the Shrines of Nikko and Ise., 2 Vols., (1880)[28][29]
- “Sketches In The Malay Peninsula”, The Leisure Hour, (1883)
- The Golden Chersonese and the Way Thither, A Celebration of Women Writers, (1883)[30][31]
- “A Pilgrimage To Sinai”, The Leisure Hour, (1886)
- Journeys in Persia and Kurdistan: With a Summer in the Upper Karum Region and a Visit to the Nestorian Rayahs., 2 Vols., (1891)
- Among the Tibetans, (1894)[32][33]
  - 『チベット人の中で』高畑美代子・長尾史郎 訳、中央公論事業出版、2013年10月。ISBN 978-4-89514-407-0。
- Korea and Her Neighbours. A Narrative of Travel, with an Account of the Recent Vicissitudes and Present Position of the country., (1898)[34][35][36][37]
- The Yangtze Valley and Beyond. An Account of Journeys in Central and Western China, especially in the Province of Sze-Chuan and among the Man-Tze of the Somo Territory, (1899)
  - 『中国奥地紀行 1』金坂清則 訳、平凡社〈東洋文庫706〉、2002年10月。ISBN 4-582-80706-2。
  - 『中国奥地紀行 1』金坂清則 訳、平凡社ライブラリー、2013年12月。ISBN 978-4-582-76802-2。 - 東洋文庫 2002年刊の再刊。
  - 『中国奥地紀行 2』金坂清則 訳、平凡社〈東洋文庫708〉、2002年12月。ISBN 4-582-80708-9。
  - 『中国奥地紀行 2』金坂清則 訳、平凡社ライブラリー、2014年2月。ISBN 978-4-582-76805-3。 - 東洋文庫 2002年刊の再刊。
- Chinese Pictures: Notes on photographs made in China, New York: C. L. Bowman, (1900)
- 『イザベラ・バード　極東の旅 1』金坂清則 編訳、平凡社〈東洋文庫739〉、2005年6月。ISBN 4-582-80739-9。- 日本語訳オリジナルの編著。
- 『イザベラ・バード　極東の旅 2』金坂清則 編訳、平凡社〈東洋文庫743〉、2005年10月。ISBN 4-582-80743-7。
- 『イザベラ・バード　初めての全集』 全12巻、日本シノップス、1997年10月。ISBN 4-931444-03-2。- 英文

### "Unbeaten Tracks in Japan"の翻訳
- 『日本奥地紀行』高梨健吉 訳、平凡社〈東洋文庫240〉、1973年10月。ISBN 4-582-80240-0。ワイド版2006年11月 - 1885年版の翻訳。
  - 『日本奥地紀行』高梨健吉 訳、平凡社ライブラリー、2000年2月。ISBN 4-582-76329-4。 - 新装版
- 『バード日本紀行』楠家重敏・橋本かほる・宮崎路子 訳、雄松堂出版〈新異国叢書 第3輯 3〉、2002年8月。ISBN 4-8419-0295-3。 - 1885年版で削除された主要部分の翻訳。
- 『イザベラ・バード「日本の未踏路」完全補遺』高畑美代子訳、中央公論事業出版、2008年1月。ISBN 978-4-89514-296-0。 - 1885年版で削除された主要部分の翻訳。
- 『イザベラ・バードの日本紀行 上』時岡敬子 訳、講談社〈講談社学術文庫〉、2008年4月。ISBN 978-4-06-159871-3。 - 1880年版からの全訳。
- 『イザベラ・バードの日本紀行 下』時岡敬子 訳、講談社〈講談社学術文庫〉、2008年6月。ISBN 978-4-06-159872-0。
- 『完訳 日本奥地紀行 1（横浜―日光―会津―越後）』金坂清則 訳注、平凡社〈東洋文庫 819〉、2012年3月。ISBN 978-4-582-80819-3。 - 1880年版より完訳・全4巻、詳細な注を収録した版。
- 『完訳 日本奥地紀行 2（新潟―山形―秋田―青森）』金坂清則 訳注、平凡社〈東洋文庫 823〉、2012年7月。ISBN 978-4-582-80823-0。
- 『完訳 日本奥地紀行 3（北海道・アイヌの世界）』金坂清則 訳注、平凡社〈東洋文庫 828〉、2012年11月。ISBN 978-4-582-80828-5。
- 『完訳 日本奥地紀行 4（東京―関西―伊勢　日本の国政）』金坂清則 訳注、平凡社〈東洋文庫 833〉、2013年3月。ISBN 978-4-582-80833-9。 - 神道に関する覚書を含む、総索引。
- 『新訳 日本奥地紀行』金坂清則 訳注、平凡社〈東洋文庫 840〉、2013年10月。ISBN 978-4-582-80840-7。- 1885年版の新訳。
- 『日本奥地紀行　縮約版』、ニーナ・ウェグナー 英文リライト、牛原眞弓訳

IBCパブリッシング「対訳ニッポン双書」、2017年4月。ISBN 978-4-7946-0471-2

### "Korea and Her Neighbours"の翻訳
- 『朝鮮奥地紀行 1』朴尚得 訳、平凡社〈東洋文庫572〉、1993年12月。ISBN 4-582-80572-8。
- 『朝鮮奥地紀行 2』朴尚得 訳、平凡社〈東洋文庫573〉、1994年1月。ISBN 4-582-80573-6。
  - 『朝鮮奥地紀行 1』朴尚得 訳、平凡社〈ワイド版東洋文庫572〉、2009年9月。ISBN 978-4-256-80572-5。
  - 『朝鮮奥地紀行 2』朴尚得 訳、平凡社〈ワイド版東洋文庫573〉、2009年9月。ISBN 978-4-256-80573-2。
- イザベラ・ビショップ『朝鮮紀行』時岡敬子 訳、図書出版社〈海外旅行選書〉、1994年1月。ISBN 4-8099-0724-4。
  - イザベラ・バード『朝鮮紀行　英国婦人の見た李朝末期』時岡敬子 訳、講談社〈講談社学術文庫〉、1998年8月。ISBN 4-06-159340-4。
- バード・ビシヨツプ『三十年前の朝鮮』工藤重雄 抄訳、東亜経済時報社、1925年1月15日。NDLJP:983107。
  - バード・ジショップ 編『三十年前の朝鮮』工藤重雄 訳（復刻版）、龍溪書舎〈韓国併合史研究資料66〉、2008年1月。ISBN 978-4-8447-0011-1。 - 東亜経済時報社（大正14年刊）の再版。